# Kvalifikace na Mistrovství světa ve fotbale 2002 (CAF)
Kvalifikace na Mistrovství světa ve fotbale 2002 zóny CAF určila 5 účastníků závěrečného turnaje.
Po tom, kdy se Burundi na poslední chvíli odhlásilo, čekaly na 50 týmů dvě fáze. V té první byly všechny rozlosováni do dvojic a utkaly se systémem doma a venku o postup do skupinové fáze. V ní bylo 25 celků rozlosováno do 5 skupin po 5 týmech. Vítězové jednotlivých skupin postoupily na MS.

## Předkolo
| Domácí v 1. zápase           | Celkem  | Hosté v 1. zápase     | 1. zápas | 2. zápas |
| ---------------------------- | ------- | --------------------- | -------- | -------- |
| Mauritánie                   | 1–5     | Tunisko               | 1–2      | 0–3      |
| Guinea-Bissau                | 0–3     | Togo                  | 0–0      | 0–3      |
| Kapverdy                     | 0–2     | Alžírsko              | 0–0      | 0–2      |
| Benin                        | 1–2     | Senegal               | 1–1      | 0–1      |
| Gambie                       | 0–3     | Maroko                | 0–1      | 0–2      |
| Madagaskar                   | 2–1     | Gabon                 | 2–0      | 0–1      |
| Botswana                     | 0–2     | Zambie                | 0–1      | 0–1      |
| Svazijsko                    | 1–8     | Angola                | 0–1      | 1–7      |
| Lesotho                      | 0–3     | Jihoafrická republika | 0–1      | 0–2      |
| Súdán                        | 2–2 (v) | Mosambik              | 1–0      | 1–2      |
| Svatý Tomáš a Princův ostrov | 2–4     | Sierra Leone          | 2–0      | 0–4      |
| Středoafrická republika      | 1–4     | Zimbabwe              | 0–1      | 1–3      |
| Rwanda                       | 2–4     | Pobřeží slonoviny     | 2–2      | 0–2      |
| Rovníková Guinea             | 2–5     | Konžská republika     | 1–3      | 1–2      |
| Libye                        | 4–3     | Mali                  | 3–0      | 1–3      |
| Džibutsko                    | 2–10    | DR Kongo              | 1–1      | 1–9      |
| Seychely                     | 1–4     | Namibie               | 1–1      | 0–3      |
| Eritrea                      | 0–4     | Nigérie               | 0–0      | 0–4      |
| Somálsko                     | 0–6     | Kamerun               | 0–3      | 0–3      |
| Mauricius                    | 2–6     | Egypt                 | 0–2      | 2–4      |
| Malawi                       | 2–0     | Keňa                  | 2–0      | 0–0      |
| Tanzanie                     | 2–4     | Ghana                 | 0–1      | 2–3      |
| Uganda                       | 4–7     | Guinea                | 4–4      | 0–3      |
| Etiopie                      | 2–4     | Burkina Faso          | 2–1      | 0–3      |
| Čad                          | 0–1     | Libérie               | 0–1      | 0–0      |

## Skupinová fáze

### Skupina 1
| Tým     | Z | V | R | P | GV | GI | +/- | B  |
| ------- | - | - | - | - | -- | -- | --- | -- |
| Kamerun | 8 | 6 | 1 | 1 | 14 | 4  | 10  | 19 |
| Angola  | 8 | 3 | 4 | 1 | 11 | 9  | 2   | 13 |
| Zambie  | 8 | 3 | 2 | 3 | 14 | 11 | 3   | 11 |
| Togo    | 8 | 2 | 3 | 3 | 10 | 13 | -3  | 9  |
| Libye   | 8 | 0 | 2 | 6 | 7  | 19 | -12 | 2  |

| 18. června 2000 15:30 UTC+1 |        |             |                                                                             |
| Angola                      | 2 – 1  | Zambie      | Estádio da Cidadela, Luanda diváci: 50 000 rozhodčí: Petros Mathabela (RSA) |
| Akwá 76', 78'               | Report | Sinkala 35' | Estádio da Cidadela, Luanda diváci: 50 000 rozhodčí: Petros Mathabela (RSA) |

| 18. června 2000 18:00 UTC+2 |        |                         |                                                                          |
| Libye                       | 0 – 3  | Kamerun                 | Stadion 11. června, Tripolis diváci: 60 000 rozhodčí: Mourad Daami (TUN) |
|                             | Report | Mboma 36', 67', 87' (p) | Stadion 11. června, Tripolis diváci: 60 000 rozhodčí: Mourad Daami (TUN) |

| 08. července 2000 15:30 UTC+2 |        |      |                                                                                |
| Zambie                        | 2 – 0  | Togo | Independence Stadium, Lusaka diváci: 18 000 rozhodčí: Hailemelak Tessema (ETH) |
| Milanzi 26' Nsofwa 66'        | Report |      | Independence Stadium, Lusaka diváci: 18 000 rozhodčí: Hailemelak Tessema (ETH) |

| 09. července 2000 15:00 UTC+1 |        |        |                                                                              |
| Kamerun                       | 3 – 0  | Angola | Stade Ahmadou Ahidjo, Yaoundé diváci: 25 000 rozhodčí: Mohamed Guezzaz (MAR) |
| Abanda 18' Tchoutang 68', 75' | Report |        | Stade Ahmadou Ahidjo, Yaoundé diváci: 25 000 rozhodčí: Mohamed Guezzaz (MAR) |

| 28. ledna 2001 15:30 UTC+1 |        |                     |                                                                              |
| Angola                     | 3 – 1  | Libye               | Estádio da Cidadela, Luanda diváci: 55 000 rozhodčí: Felix Tangawarima (ZIM) |
| Mateus 48', 51' Akwá 75'   | Report | Jehad Muntasser 17' | Estádio da Cidadela, Luanda diváci: 55 000 rozhodčí: Felix Tangawarima (ZIM) |

| 28. ledna 2001 16:00 UTC+0 |        |                     |                                                                  |
| Togo                       | 0 – 2  | Kamerun             | Stade de Kégué, Lomé diváci: 24 000 rozhodčí: Falla N'Doye (SEN) |
|                            | Report | Eto'o 56' Mboma 69' | Stade de Kégué, Lomé diváci: 24 000 rozhodčí: Falla N'Doye (SEN) |

| 23. února 2001 16:00 UTC+2        |        |                                   |                                                                       |
| Libye                             | 3 – 3  | Togo                              | March 28 Stadium, Benghazi diváci: 3 000 rozhodčí: Said Belqola (MAR) |
| Khalifa 11' (p) Elfallah 25', 80' | Report | Salifou 21' Amewou 30' Zanzan 78' | March 28 Stadium, Benghazi diváci: 3 000 rozhodčí: Said Belqola (MAR) |

| 25. února 2001 15:30 UTC+1 |        |        |                                                                                |
| Kamerun                    | 1 – 0  | Zambie | Stade Ahmadou Ahidjo, Yaoundé diváci: 76 000 rozhodčí: Gamal Al-Ghandour (EGY) |
| Mboma 22'                  | Report |        | Stade Ahmadou Ahidjo, Yaoundé diváci: 76 000 rozhodčí: Gamal Al-Ghandour (EGY) |

| 10. března 2001 15:00 UTC+2 |        |       |                                                                     |
| Zambie                      | 2 – 0  | Libye | Nchanga Stadium, Chingola diváci: 7 080 rozhodčí: Edwin Senai (BOT) |
| Mwewa 11' Lota 24'          | Report |       | Nchanga Stadium, Chingola diváci: 7 080 rozhodčí: Edwin Senai (BOT) |

| 11. března 2001 16:00 UTC+0 |        |          |                                                                         |
| Togo                        | 1 – 1  | Angola   | Stade de Kégué, Lomé diváci: 3 000 rozhodčí: Chukwudi Chukwujekwu (NGA) |
| Coubageat 63'               | Report | Akwá 67' | Stade de Kégué, Lomé diváci: 3 000 rozhodčí: Chukwudi Chukwujekwu (NGA) |

| 21. dubna 2001 15:00 UTC+2 |        |              |                                                                            |
| Zambie                     | 1 – 1  | Angola       | Nchanga Stadium, Chingola diváci: 15 000 rozhodčí: Isaack Abdulkadir (TAN) |
| Lota 46'                   | Report | Gilberto 18' | Nchanga Stadium, Chingola diváci: 15 000 rozhodčí: Isaack Abdulkadir (TAN) |

| 22. dubna 2001 15:30 UTC+1 |        |       |                                                                               |
| Kamerun                    | 1 – 0  | Libye | Stade Ahmadou Ahidjo, Yaoundé diváci: 55 000 rozhodčí: Petros Mathabela (RSA) |
| Lauren 78'                 | Report |       | Stade Ahmadou Ahidjo, Yaoundé diváci: 55 000 rozhodčí: Petros Mathabela (RSA) |

| 06. května 2001 15:30 UTC+1 |        |         |                                                                           |
| Angola                      | 2 – 0  | Kamerun | Estádio da Cidadela, Luanda diváci: 40 000 rozhodčí: Robin Williams (RSA) |
| Akwá 60' Quinzinho 69'      | Report |         | Estádio da Cidadela, Luanda diváci: 40 000 rozhodčí: Robin Williams (RSA) |

| 06. května 2001 16:00 UTC+0     |        |                    |                                                                          |
| Togo                            | 3 – 2  | Zambie             | Stade de Kégué, Lomé diváci: 10 000 rozhodčí: Abderrahim El Arjoun (MAR) |
| Assignon 48' Doté 80' Akoto 86' | Report | Tana 15' Kunda 65' | Stade de Kégué, Lomé diváci: 10 000 rozhodčí: Abderrahim El Arjoun (MAR) |

| 29. června 2001 18:00 UTC+2 |        |          |                                                                               |
| Libye                       | 1 – 1  | Angola   | Stadion 11. června, Tripolis diváci: 2 000 rozhodčí: Lucien Bouchardeau (NGA) |
| Elharbi 35'                 | Report | Zico 90' | Stadion 11. června, Tripolis diváci: 2 000 rozhodčí: Lucien Bouchardeau (NGA) |

| 01. července 2001 15:00 UTC+1 |        |      |                                                                                   |
| Kamerun                       | 2 – 0  | Togo | Stade Ahmadou Ahidjo, Yaoundé diváci: 60 000 rozhodčí: Chukwudi Chukwujekwu (NGA) |
| Eto'o 28' Foé 48'             | Report |      | Stade Ahmadou Ahidjo, Yaoundé diváci: 60 000 rozhodčí: Chukwudi Chukwujekwu (NGA) |

| 14. července 2001 15:00 UTC+2 |        |                    |                                                                             |
| Zambie                        | 2 – 2  | Kamerun            | Independence Stadium, Lusaka diváci: 30 000 rozhodčí: Reda El-Beltagy (EGY) |
| Mwewa 60' Nsofwa 66'          | Report | Foé 52' Ndiefi 64' | Independence Stadium, Lusaka diváci: 30 000 rozhodčí: Reda El-Beltagy (EGY) |

| 15. července 2001 16:00 UTC+2 |        |       |                                                                 |
| Togo                          | 2 – 0  | Libye | Stade de Kégué, Lomé diváci: 20 000 rozhodčí: Abdou Diouf (SEN) |
| Kossi 26', 43'                | Report |       | Stade de Kégué, Lomé diváci: 20 000 rozhodčí: Abdou Diouf (SEN) |

| 27. července 2001 18:00 UTC+2 |        |                                         |                                                                          |
| Libye                         | 2 – 4  | Zambie                                  | Stadion 11. června, Tripolis diváci: 120 rozhodčí: Mohsen Boukthir (TUN) |
| Kablan 17', 28'               | Report | Nsofwa 32' Kilambe 48', 72' Fichite 61' | Stadion 11. června, Tripolis diváci: 120 rozhodčí: Mohsen Boukthir (TUN) |

| 29. července 2001 15:30 UTC+1 |        |          |                                                                             |
| Angola                        | 1 – 1  | Togo     | Estádio da Cidadela, Luanda diváci: 5 626 rozhodčí: Felix Tangawarima (ZIM) |
| Akwá 26'                      | Report | Alfa 29' | Estádio da Cidadela, Luanda diváci: 5 626 rozhodčí: Felix Tangawarima (ZIM) |

### Skupina 2
| Tým          | Z | V | R | P | GV | GI | +/- | B  |
| ------------ | - | - | - | - | -- | -- | --- | -- |
| Nigérie      | 8 | 5 | 1 | 2 | 15 | 3  | 12  | 16 |
| Libérie      | 8 | 5 | 0 | 3 | 10 | 8  | 2   | 15 |
| Súdán        | 8 | 4 | 0 | 4 | 8  | 10 | -2  | 12 |
| Ghana        | 8 | 3 | 2 | 3 | 10 | 9  | 1   | 11 |
| Sierra Leone | 8 | 1 | 1 | 6 | 2  | 15 | -13 | 4  |

| 17. června 2000 16:00 UTC+1 |        |              |                                                                            |
| Nigérie                     | 2 – 0  | Sierra Leone | Lagos National Stadium, Lagos diváci: 25 000 rozhodčí: Malick Sillah (GAM) |
| Okocha 12' Akwuegbu 37'     | Report |              | Lagos National Stadium, Lagos diváci: 25 000 rozhodčí: Malick Sillah (GAM) |

| 18. června 2000 20:00 UTC+3 |        |         |                                                                            |
| Súdán                       | 2 – 0  | Libérie | Stade de Omdurman, Omdurman diváci: 35 000 rozhodčí: Reda El-Beltagy (EGY) |
| Moja 53' El Faki 88'        | Report |         | Stade de Omdurman, Omdurman diváci: 35 000 rozhodčí: Reda El-Beltagy (EGY) |

| 09. července 2000 16:00 UTC+0                 |        |              |                                                                       |
| Ghana                                         | 5 – 0  | Sierra Leone | Accra Sports Stadium, Accra diváci: 18 300 rozhodčí: Modou Sowe (GAM) |
| Amoah 19', 61' Akonnor 68' Preko 75' Addo 89' | Report |              | Accra Sports Stadium, Accra diváci: 18 300 rozhodčí: Modou Sowe (GAM) |

| 09. července 2000 15:00 UTC+0 |        |            |                                                                         |
| Libérie                       | 2 – 1  | Nigérie    | National Complex, Monrovia diváci: 50 000 rozhodčí: Hichem Guirat (TUN) |
| Wreh 4' Kpoto 36'             | Report | Oliseh 49' | National Complex, Monrovia diváci: 50 000 rozhodčí: Hichem Guirat (TUN) |

| 27. ledna 2001 16:00 UTC+1 |        |       |                                                                                    |
| Nigérie                    | 3 – 0  | Súdán | Liberation Stadium, Port Harcourt diváci: 45 000 rozhodčí: Gamal Al-Ghandour (EGY) |
| Agali 57', 67' Kanu 82'    | Report |       | Liberation Stadium, Port Harcourt diváci: 45 000 rozhodčí: Gamal Al-Ghandour (EGY) |

| 28. ledna 2001 16:00 UTC+0 |        |                                  |                                                                            |
| Ghana                      | 1 – 3  | Libérie                          | Accra Sports Stadium, Accra diváci: 30 000 rozhodčí: Mohamed Guezzaz (MAR) |
| Duah 70'                   | Report | Seator 10' Makor 85' Shannon 89' | Accra Sports Stadium, Accra diváci: 30 000 rozhodčí: Mohamed Guezzaz (MAR) |

| 25. února 2001 16:00 UTC+0 |        |              |                                                                         |
| Libérie                    | 1 – 0  | Sierra Leone | National Complex, Monrovia diváci: 35 000 rozhodčí: Malick Sillah (GAM) |
| Roberts 65'                | Report |              | National Complex, Monrovia diváci: 35 000 rozhodčí: Malick Sillah (GAM) |

| 25. února 2001 20:00 UTC+3 |        |       |                                                                                 |
| Súdán                      | 1 – 0  | Ghana | Al Merreikh Stadium, Omdurman diváci: 30 000 rozhodčí: Hailemelak Tessema (ETH) |
| Moja 70'                   | Report |       | Al Merreikh Stadium, Omdurman diváci: 30 000 rozhodčí: Hailemelak Tessema (ETH) |

| 10. března 2001 16:30 UTC+0 |        |                     |                                                                        |
| Sierra Leone                | 0 – 2  | Súdán               | National Stadium, Freetown diváci: 30 000 rozhodčí: Atef Yacoubi (TUN) |
|                             | Report | Moja 43' Bakhit 44' | National Stadium, Freetown diváci: 30 000 rozhodčí: Atef Yacoubi (TUN) |

| 11. března 2001 16:00 UTC+0 |        |         |                                                                              |
| Ghana                       | 0 – 0  | Nigérie | Accra Sports Stadium, Accra diváci: 34 491 rozhodčí: Felix Tangawarima (ZIM) |
|                             | Report |         | Accra Sports Stadium, Accra diváci: 34 491 rozhodčí: Felix Tangawarima (ZIM) |

| 21. dubna 2001 16:30 UTC+0 |        |         |                                                                            |
| Sierra Leone               | 1 – 0  | Nigérie | National Stadium, Freetown diváci: 35 000 rozhodčí: Sharaf Aboubacar (CIV) |
| Mansaray 25'               | Report |         | National Stadium, Freetown diváci: 35 000 rozhodčí: Sharaf Aboubacar (CIV) |

| 22. dubna 2001 16:00 UTC+0 |        |       |                                                                        |
| Libérie                    | 2 – 0  | Súdán | National Complex, Monrovia diváci: 35 000 rozhodčí: Coffi Codjia (BEN) |
| Sebwe 35' Weah 48'         | Report |       | National Complex, Monrovia diváci: 35 000 rozhodčí: Coffi Codjia (BEN) |

| 05. května 2001 16:00 UTC+1 |        |         |                                                                                |
| Nigérie                     | 2 – 0  | Libérie | Liberation Stadium, Port Harcourt diváci: 12 000 rozhodčí: Lim Kee Chong (MRI) |
| Kanu 11' Agali 59'          | Report |         | Liberation Stadium, Port Harcourt diváci: 12 000 rozhodčí: Lim Kee Chong (MRI) |

| 05. května 2001 16:30 UTC+0 |        |          |                                                                       |
| Sierra Leone                | 1 – 1  | Ghana    | National Stadium, Freetown diváci: 35 000 rozhodčí: Abdou Diouf (SEN) |
| Bah 87'                     | Report | Ayew 35' | National Stadium, Freetown diváci: 35 000 rozhodčí: Abdou Diouf (SEN) |

| 01. července 2001 16:00 UTC+0 |        |                      |                                                                        |
| Libérie                       | 1 – 2  | Ghana                | National Complex, Monrovia diváci: 35 000 rozhodčí: Kamel Berber (ALG) |
| Sebwe 44'                     | Report | Amoah 32' Boakye 58' | National Complex, Monrovia diváci: 35 000 rozhodčí: Kamel Berber (ALG) |

| 01. července 2001 20:00 UTC+3 |        |                                         |                                                                                |
| Súdán                         | 0 – 4  | Nigérie                                 | Al Merreikh Stadium, Omdurman diváci: 23 100 rozhodčí: Isaack Abdulkadir (TAN) |
|                               | Report | Okocha 40' Yakubu 47', 87' Aghahowa 78' | Al Merreikh Stadium, Omdurman diváci: 23 100 rozhodčí: Isaack Abdulkadir (TAN) |

| 14. července 2001 16:30 UTC+0 |        |          |                                                                      |
| Sierra Leone                  | 0 – 1  | Libérie  | National Stadium, Freetown diváci: 40 000 rozhodčí: Modou Sowe (GAM) |
|                               | Report | Weah 72' | National Stadium, Freetown diváci: 40 000 rozhodčí: Modou Sowe (GAM) |

| 15. července 2001 15:00 UTC+0 |        |       |                                                                              |
| Ghana                         | 1 – 0  | Súdán | Accra Sports Stadium, Accra diváci: 7 000 rozhodčí: Lucien Bouchardeau (NGA) |
| Kuffour 44'                   | Report |       | Accra Sports Stadium, Accra diváci: 7 000 rozhodčí: Lucien Bouchardeau (NGA) |

| 29. července 2001 16:00 UTC+1 |        |       |                                                                                |
| Nigérie                       | 3 – 0  | Ghana | Liberation Stadium, Port Harcourt diváci: 17 000 rozhodčí: Hichem Guirat (TUN) |
| Agali 1' Babangida 18', 32'   | Report |       | Liberation Stadium, Port Harcourt diváci: 17 000 rozhodčí: Hichem Guirat (TUN) |

| 29. července 2001 20:00 UTC+3         |        |              |                                                                         |
| Súdán                                 | 3 – 0  | Sierra Leone | Al Merreikh Stadium, Omdurman diváci: 8 000 rozhodčí: Yusuf Awuye (UGA) |
| Aungali 17' Bakhit 40' El Mustafa 69' | Report |              | Al Merreikh Stadium, Omdurman diváci: 8 000 rozhodčí: Yusuf Awuye (UGA) |

### Skupina 3
| Tým      | Z | V | R | P | GV | GI | +/- | B  |
| -------- | - | - | - | - | -- | -- | --- | -- |
| Senegal  | 8 | 4 | 3 | 1 | 14 | 2  | 12  | 15 |
| Maroko   | 8 | 4 | 3 | 1 | 8  | 3  | 5   | 15 |
| Egypt    | 8 | 3 | 4 | 1 | 16 | 7  | 9   | 13 |
| Alžírsko | 8 | 2 | 2 | 4 | 11 | 14 | -3  | 8  |
| Namibie  | 8 | 0 | 2 | 6 | 3  | 26 | -23 | 2  |

| 16. června 2000 17:00 UTC+1 |        |          |                                                                              |
| Alžírsko                    | 1 – 1  | Senegal  | Stade 19 Mai 1956, Annaba diváci: 70 000 rozhodčí: Sidi Bekaye Magassa (MLI) |
| Saïfi 27'                   | Report | Diop 16' | Stade 19 Mai 1956, Annaba diváci: 70 000 rozhodčí: Sidi Bekaye Magassa (MLI) |

| 17. června 2000 15:00 UTC+1 |        |        |                                                                        |
| Namibie                     | 0 – 0  | Maroko | Sam Nujoma Stadium, Windhoek diváci: 5 000 rozhodčí: Edwin Senai (BOT) |
|                             | Report |        | Sam Nujoma Stadium, Windhoek diváci: 5 000 rozhodčí: Edwin Senai (BOT) |

| 09. července 2000 16:30 UTC+0 |        |       |                                                                           |
| Senegal                       | 0 – 0  | Egypt | Stade Leopold Senghor, Dakar diváci: 30 367 rozhodčí: Lim Kee Chong (MRI) |
|                               | Report |       | Stade Leopold Senghor, Dakar diváci: 30 367 rozhodčí: Lim Kee Chong (MRI) |

| 09. července 2000 20:00 UTC+1 |        |             |                                                             |
| Maroko                        | 2 – 1  | Alžírsko    | Fez Stadium, Fes diváci: 10 000 rozhodčí: Ferid Sahli (TUN) |
| Hadda 51', 75'                | Report | Meçabih 35' | Fez Stadium, Fes diváci: 10 000 rozhodčí: Ferid Sahli (TUN) |

| 26. ledna 2001 15:30 UTC+1 |        |         |                                                                          |
| Alžírsko                   | 1 – 0  | Namibie | Stade 5 Juillet 1962, Alžír diváci: 30 000 rozhodčí: Hichem Guirat (TUN) |
| Belmadi 34'                | Report |         | Stade 5 Juillet 1962, Alžír diváci: 30 000 rozhodčí: Hichem Guirat (TUN) |

| 28. ledna 2001 18:00 UTC+2 |        |        |                                                                                         |
| Egypt                      | 0 – 0  | Maroko | Cairo International Stadium, Káhira diváci: 60 000 rozhodčí: Abdullhakim Shelmani (LBY) |
|                            | Report |        | Cairo International Stadium, Káhira diváci: 60 000 rozhodčí: Abdullhakim Shelmani (LBY) |

| 24. února 2001 16:00 UTC+2 |        |          |                                                                              |
| Namibie                    | 1 – 1  | Egypt    | Sam Nujoma Stadium, Windhoek diváci: 15 000 rozhodčí: Petros Mathabela (RSA) |
| Tjikuzu 51'                | Report | Said 89' | Sam Nujoma Stadium, Windhoek diváci: 15 000 rozhodčí: Petros Mathabela (RSA) |

| 24. února 2001 19:00 UTC+1 |        |         |                                                                                        |
| Maroko                     | 0 – 0  | Senegal | Prince Moulay Abdellah Stadium, Rabat diváci: 60 000 rozhodčí: Felix Tangawarima (ZIM) |
|                            | Report |         | Prince Moulay Abdellah Stadium, Rabat diváci: 60 000 rozhodčí: Felix Tangawarima (ZIM) |

| 10. března 2001 17:00 UTC+0      |        |         |                                                                                |
| Senegal                          | 4 – 0  | Namibie | Stade Leopold Senghor, Dakar diváci: 50 000 rozhodčí: Hailemelak Tessema (ETH) |
| Diouf 24', 44', 52' H.Camara 64' | Report |         | Stade Leopold Senghor, Dakar diváci: 50 000 rozhodčí: Hailemelak Tessema (ETH) |

| 11. března 2001 19:00 UTC+2                        |        |                           |                                                                                  |
| Egypt                                              | 5 – 2  | Alžírsko                  | Cairo International Stadium, Káhira diváci: 45 000 rozhodčí: Lim Kee Chong (MRI) |
| Barakat 7' Sabry 17' El-Saqua 39' El-Said 85', 88' | Report | Tasfaout 12' Kraouche 37' | Cairo International Stadium, Káhira diváci: 45 000 rozhodčí: Lim Kee Chong (MRI) |

| 21. dubna 2001 17:00 UTC+0 |        |          |                                                                                  |
| Senegal                    | 3 – 0  | Alžírsko | Stade Leopold Senghor, Dakar diváci: 45 000 rozhodčí: Abdullhakim Shelmani (LBY) |
| Diouf 2', 47', 75'         | Report |          | Stade Leopold Senghor, Dakar diváci: 45 000 rozhodčí: Abdullhakim Shelmani (LBY) |

| 21. dubna 2001 19:00 UTC+2 |        |         |                                                                                      |
| Maroko                     | 3 – 0  | Namibie | Prince Moulay Abdellah Stadium, Rabat diváci: 15 000 rozhodčí: Koman Coulibaly (MLI) |
| Rokki 49' Hadda 75', 90'   | Report |         | Prince Moulay Abdellah Stadium, Rabat diváci: 15 000 rozhodčí: Koman Coulibaly (MLI) |

| 04. května 2001 17:00 UTC+1 |        |                           |                                                                          |
| Alžírsko                    | 1 – 2  | Maroko                    | Stade 5 Juillet 1962, Alžír diváci: 15 000 rozhodčí: Hichem Guirat (TUN) |
| Tasfaout 10'                | Report | Benmahmoud 17' Amzine 46' | Stade 5 Juillet 1962, Alžír diváci: 15 000 rozhodčí: Hichem Guirat (TUN) |

| 06. května 2001 20:15 UTC+3 |        |         |                                                                                       |
| Egypt                       | 1 – 0  | Senegal | Cairo International Stadium, Káhira diváci: 75 000 rozhodčí: Lucien Bouchardeau (NGR) |
| Mido 48'                    | Report |         | Cairo International Stadium, Káhira diváci: 75 000 rozhodčí: Lucien Bouchardeau (NGR) |

| 30. června 2001 15:00 UTC+1 |        |                                       |                                                                         |
| Namibie                     | 0 – 4  | Alžírsko                              | Sam Nujoma Stadium, Windhoek diváci: 900 rozhodčí: Robin Williams (RSA) |
|                             | Report | Settara 31' Ouahid 35', 37' Aouni 72' | Sam Nujoma Stadium, Windhoek diváci: 900 rozhodčí: Robin Williams (RSA) |

| 30. června 2001 19:00 UTC+2 |        |       |                                                                                  |
| Maroko                      | 1 – 0  | Egypt | Prince Moulay Abdellah Stadium, Rabat diváci: 45 000 rozhodčí: Edwin Senai (BOT) |
| Hadji 32'                   | Report |       | Prince Moulay Abdellah Stadium, Rabat diváci: 45 000 rozhodčí: Edwin Senai (BOT) |

| 13. července 2001 20:30 UTC+3                                             |        |                           |                                                                               |
| Egypt                                                                     | 8 – 2  | Namibie                   | Alexandria Stadium, Alexandrie diváci: 21 000 rozhodčí: Mohamed Abdalla (LBY) |
| El-Said 5' Barakat 36', 73' Abdel Hamid 40', 43', 44' Salah 77' Sabry 88' | Report | Mkontwana 53' Gariseb 70' | Alexandria Stadium, Alexandrie diváci: 21 000 rozhodčí: Mohamed Abdalla (LBY) |

| 14. července 2001 17:00 UTC+0 |        |        |                                                                              |
| Senegal                       | 1 – 0  | Maroko | Stade Leopold Senghor, Dakar diváci: 60 000 rozhodčí: Petros Mathabela (RSA) |
| Diouf 17'                     | Report |        | Stade Leopold Senghor, Dakar diváci: 60 000 rozhodčí: Petros Mathabela (RSA) |

| 21. července 2001 16:00 UTC+1 |        |          |                                                                       |
| Alžírsko                      | 1 – 1  | Egypt    | Stade 19 Mai 1956, Annaba diváci: 38 000 rozhodčí: Coffi Codjia (BEN) |
| Ghazi 68'                     | Report | Mido 60' | Stade 19 Mai 1956, Annaba diváci: 38 000 rozhodčí: Coffi Codjia (BEN) |

| 21. července 2001 16:00 UTC+1 |        |                                                 |                                                                                   |
| Namibie                       | 0 – 5  | Senegal                                         | Sam Nujoma Stadium, Windhoek diváci: 800 rozhodčí: Benjamina Ravelontsalama (MAD) |
|                               | Report | Thiaw 15', 30' Diouf 23' Fadiga 79' N'Diaye 81' | Sam Nujoma Stadium, Windhoek diváci: 800 rozhodčí: Benjamina Ravelontsalama (MAD) |

### Skupina 4
| Tým               | Z | V | R | P | GV | GI | +/- | B  |
| ----------------- | - | - | - | - | -- | -- | --- | -- |
| Tunisko           | 8 | 6 | 2 | 0 | 23 | 4  | 19  | 20 |
| Pobřeží slonoviny | 8 | 4 | 3 | 1 | 18 | 8  | 10  | 15 |
| DR Kongo          | 8 | 3 | 1 | 4 | 7  | 16 | -9  | 10 |
| Madagaskar        | 8 | 2 | 0 | 6 | 5  | 15 | -10 | 6  |
| Konžská republika | 8 | 1 | 2 | 5 | 5  | 15 | -10 | 5  |

| 17. června 2000 14:30 UTC+3                    |        |          |                                                                                         |
| Madagaskar                                     | 3 – 0  | DR Kongo | Mahamasina Municipal Stadium, Antananarivo diváci: 18 000 rozhodčí: Lim Kee Chong (MRI) |
| Suiverstin 18' Rasoanaivo 53' Randrianaivo 83' | Report |          | Mahamasina Municipal Stadium, Antananarivo diváci: 18 000 rozhodčí: Lim Kee Chong (MRI) |

| 18. června 2000 16:00 UTC+0 |        |                            |                                                                                 |
| Pobřeží slonoviny           | 2 – 2  | Tunisko                    | Stade Félix Houphouët-Boigny, Abidjan diváci: 15 000 rozhodčí: Ahmed Auda (EGY) |
| Bakayoko 45+1' Kalou 53'    | Report | Mhedhebi 13' Ghodhbane 20' | Stade Félix Houphouët-Boigny, Abidjan diváci: 15 000 rozhodčí: Ahmed Auda (EGY) |

| 08. července 2000 19:00 UTC+1 |        |            |                                                                                 |
| Tunisko                       | 1 – 0  | Madagaskar | Stade El Menzah, Tunis diváci: 6 000 rozhodčí: Olufunmi Orimisan Olaniyan (NGR) |
| Baya 43'                      | Report |            | Stade El Menzah, Tunis diváci: 6 000 rozhodčí: Olufunmi Orimisan Olaniyan (NGR) |

| 09. července 2000 15:30 UTC+1 |        |                   |                                                                               |
| DR Kongo                      | 2 – 0  | Konžská republika | Stade des Martyrs, Kinshasha diváci: 60 000 rozhodčí: Felix Tangawarima (ZIM) |
| Mayélé 40' Yemweni 74'        | Report |                   | Stade des Martyrs, Kinshasha diváci: 60 000 rozhodčí: Felix Tangawarima (ZIM) |

| 28. ledna 2001 14:30 UTC+3 |        |                            |                                                                                       |
| Madagaskar                 | 1 – 3  | Pobřeží slonoviny          | Mahamasina Municipal Stadium, Antananarivo diváci: 27 600 rozhodčí: Simon Motau (KSA) |
| Menakely 58'               | Report | Bakayoko 39', 46' Zoko 86' | Mahamasina Municipal Stadium, Antananarivo diváci: 27 600 rozhodčí: Simon Motau (KSA) |

| 28. ledna 2001 15:00 UTC+1 |        |                        |                                                                          |
| Konžská republika          | 1 – 2  | Tunisko                | Stade Municipal, Pointe-Noire diváci: 7 000 rozhodčí: Said Belqola (MAR) |
| Bongo 42'                  | Report | Zitouni 38' Jaziri 58' | Stade Municipal, Pointe-Noire diváci: 7 000 rozhodčí: Said Belqola (MAR) |

| 25. února 2001 16:00 UTC+1                           |        |          |                                                                       |
| Tunisko                                              | 6 – 0  | DR Kongo | Stade El Menzah, Tunis diváci: 30 000 rozhodčí: Mohamed Guezzaz (MAR) |
| Zitouni 8', 90' Jaziri 26', 64' Kanzari 30' Baya 84' | Report |          | Stade El Menzah, Tunis diváci: 30 000 rozhodčí: Mohamed Guezzaz (MAR) |

| 10. března 2001 15:30 UTC+1 |        |                       |                                                                                |
| DR Kongo                    | 1 – 2  | Pobřeží slonoviny     | Stade des Martyrs, Kinshasha diváci: 50 000 rozhodčí: Lucien Bouchardeau (NGR) |
| Kimoto 90'                  | Report | Guel 17' Bakayoko 45' | Stade des Martyrs, Kinshasha diváci: 50 000 rozhodčí: Lucien Bouchardeau (NGR) |

| 22. dubna 2001 15:30 UTC+0 |        |            |                                                                                  |
| DR Kongo                   | 1 – 0  | Madagaskar | Stade des Martyrs, Kinshasha diváci: 60 000 rozhodčí: Chukwudi Chukwujekwu (NGR) |
| Inunu 42'                  | Report |            | Stade des Martyrs, Kinshasha diváci: 60 000 rozhodčí: Chukwudi Chukwujekwu (NGR) |

| 22. dubna 2001 16:00 UTC+0 |        |                   |                                                                                  |
| Pobřeží slonoviny          | 2 – 0  | Konžská republika | Stade Félix Houphouët-Boigny, Abidjan diváci: 8 645 rozhodčí: Alex Quartey (GHA) |
| Keïta 39' Bakayoko 85'     | Report |                   | Stade Félix Houphouët-Boigny, Abidjan diváci: 8 645 rozhodčí: Alex Quartey (GHA) |

| 28. dubna 2001 15:30 UTC+1     |        |            |                                                                          |
| Konžská republika              | 2 – 0  | Madagaskar | Stade Municipal, Pointe-Noire diváci: 499 rozhodčí: Robin Williams (KSA) |
| Ranaivoson 42' (vl.) Minga 75' | Report |            | Stade Municipal, Pointe-Noire diváci: 499 rozhodčí: Robin Williams (KSA) |

| 21. dubna 2001 14:30 UTC+3 |        |                          |                                                                                               |
| Madagaskar                 | 0 – 2  | Tunisko                  | Mahamasina Municipal Stadium, Antananarivo diváci: 5 016 rozhodčí: Jean-Claude Labrosse (SEY) |
|                            | Report | Zitouni 85' Mhedhebi 90' | Mahamasina Municipal Stadium, Antananarivo diváci: 5 016 rozhodčí: Jean-Claude Labrosse (SEY) |

| 06. května 2001 15:30 UTC+1 |        |               |                                                                              |
| Konžská republika           | 1 – 1  | DR Kongo      | Stade Municipal, Pointe-Noire diváci: 5 000 rozhodčí: Ladoual Hisseine (CHA) |
| Bakouma 45+2'               | Report | Matondo 90+2' | Stade Municipal, Pointe-Noire diváci: 5 000 rozhodčí: Ladoual Hisseine (CHA) |

| 20. května 2001 18:00 UTC+1 |        |                   |                                                                         |
| Tunisko                     | 1 – 1  | Pobřeží slonoviny | Stade El Menzah, Tunis diváci: 40 000 rozhodčí: Felix Tangawarima (ZIM) |
| Jaziri 49'                  | Report | Bakayoko 33'      | Stade El Menzah, Tunis diváci: 40 000 rozhodčí: Felix Tangawarima (ZIM) |

| 01. července 2001 16:00 UTC+0                                    |        |            |                                                                                    |
| Pobřeží slonoviny                                                | 6 – 0  | Madagaskar | Stade Félix Houphouët-Boigny, Abidjan diváci: 15 000 rozhodčí: Lim Kee Chong (MRI) |
| Bakayoko 25', 40' (p), 83' K.Keïta 48' Yapi Yapo 71' F.Keïta 80' | Report |            | Stade Félix Houphouët-Boigny, Abidjan diváci: 15 000 rozhodčí: Lim Kee Chong (MRI) |

| 01. července 2001 19:00 UTC+1                                    |        |                   |                                                                    |
| Tunisko                                                          | 6 – 0  | Konžská republika | Stade El Menzah, Tunis diváci: 25 000 rozhodčí: Said Belqola (MAR) |
| Badra 28' (p) Zitouni 38' Baya 44', 61' Mhedhebi 58' Jelassi 90' | Report |                   | Stade El Menzah, Tunis diváci: 25 000 rozhodčí: Said Belqola (MAR) |

| 15. července 2001 15:30 UTC+1 |        |                   |                                                                                 |
| Konžská republika             | 1 – 1  | Pobřeží slonoviny | Stade Municipal, Pointe-Noire diváci: 20 000 rozhodčí: Hailemelak Tessema (ETH) |
| Bakouma 86' (p)               | Report | Traoré 82'        | Stade Municipal, Pointe-Noire diváci: 20 000 rozhodčí: Hailemelak Tessema (ETH) |

| 15. července 2001 15:30 UTC+1 |        |                         |                                                                             |
| DR Kongo                      | 0 – 3  | Tunisko                 | Stade des Martyrs, Kinshasha diváci: 20 000 rozhodčí: Koman Coulibaly (MAL) |
|                               | Report | Badra 14' Baya 50', 54' | Stade des Martyrs, Kinshasha diváci: 20 000 rozhodčí: Koman Coulibaly (MAL) |

| 29. července 2001 14:30 UTC+3 |        |                   |                                                                                     |
| Madagaskar                    | 1 – 0  | Konžská republika | Mahamasina Municipal Stadium, Antananarivo diváci: 694 rozhodčí: Eddy Maillet (SEY) |
| Randriamarozaka 61'           | Report |                   | Mahamasina Municipal Stadium, Antananarivo diváci: 694 rozhodčí: Eddy Maillet (SEY) |

| 29. července 2001 16:00 UTC+0 |        |                           |                                                                               |
| Pobřeží slonoviny             | 1 – 2  | DR Kongo                  | Stade Félix Houphouët-Boigny, Abidjan diváci: 5 000 rozhodčí: Sule Mana (NGR) |
| Keïta 72'                     | Report | Tokala 34' Mulekelayi 79' | Stade Félix Houphouët-Boigny, Abidjan diváci: 5 000 rozhodčí: Sule Mana (NGR) |

### Skupina 5
| Tým                   | Z | V | R | P | GV | GI | +/- | B  |
| --------------------- | - | - | - | - | -- | -- | --- | -- |
| Jihoafrická republika | 6 | 5 | 1 | 0 | 10 | 3  | 7   | 16 |
| Zimbabwe              | 6 | 4 | 0 | 2 | 7  | 5  | 2   | 12 |
| Burkina Faso          | 6 | 1 | 2 | 3 | 7  | 8  | -1  | 5  |
| Malawi                | 6 | 0 | 1 | 5 | 4  | 12 | -8  | 1  |
| Guinea                | 0 | 0 | 0 | 0 | 0  | 0  | 0   | 0  |

Guinea byla 19. března 2001 vyloučena poté, co Guinejský ministr sportu nesplnil třetí (poslední) lhůtu pro napravení vládního zásahu do personálního obsazení fotbalového svazu. Výsledky všech Guinejských zápasů byly anulovány.
| 17. června 2000 15:00 UTC+2 |        |              |                                                                             |
| Malawi                      | 1 – 1  | Burkina Faso | Chichiri Stadium, Blantyre diváci: 44 781 rozhodčí: Isaack Abdulkadir (TAN) |
| Chitsulo 38'                | Report | Zongo 28'    | Chichiri Stadium, Blantyre diváci: 44 781 rozhodčí: Isaack Abdulkadir (TAN) |

| 09. července 2000 15:00 UTC+1 |        |                       |                                                                             |
| Zimbabwe                      | 0 – 2  | Jihoafrická republika | National Sports Stadium, Harare diváci: 55 000 rozhodčí: Falla N'Doye (SEN) |
|                               | Report | Buckley 7', 83'       | National Sports Stadium, Harare diváci: 55 000 rozhodčí: Falla N'Doye (SEN) |

Zápas ukončen za stavu 0:2 po 83 minutách. Řádění fanoušků vedlo v zásah policie, při kterém vypukla panika a 13 lidí zemřelo. Výsledek po 83 minutách byl započítán jako konečný. 
| 27. ledna 2001 16:00 UTC+2 |        |              |                                                                       |
| Jihoafrická republika      | 1 – 0  | Burkina Faso | Olympia Park, Rustenburg diváci: 35 000 rozhodčí: Lim Kee Chong (MRI) |
| Bartlett 17'               | Report |              | Olympia Park, Rustenburg diváci: 35 000 rozhodčí: Lim Kee Chong (MRI) |

| 24. února 2001 15:30 UTC+0 |        |                |                                                                                     |
| Burkina Faso               | 1 – 2  | Zimbabwe       | Stade Municipal, Bobo Dioulasso diváci: 20 000 rozhodčí: Chukwudi Chukwujekwu (NGR) |
| Dagano 23'                 | Report | Ndlovu 3', 12' | Stade Municipal, Bobo Dioulasso diváci: 20 000 rozhodčí: Chukwudi Chukwujekwu (NGR) |

| 25. února 2001 15:00 UTC+2 |        |                          |                                                                              |
| Malawi                     | 1 – 2  | Jihoafrická republika    | Chichiri Stadium, Blantyre diváci: 60 000 rozhodčí: Jelas Ntebu Masole (BOT) |
| Mabedi 84'                 | Report | Masinga 25' Nomvethe 81' | Chichiri Stadium, Blantyre diváci: 60 000 rozhodčí: Jelas Ntebu Masole (BOT) |

| 11. března 2001 15:00 UTC+1 |        |        |                                                                           |
| Zimbabwe                    | 2 – 0  | Malawi | National Sports Stadium, Harare diváci: 25 000 rozhodčí: Ahmed Auda (EGY) |
| Benjani 45' Kasinauyo 83'   | Report |        | National Sports Stadium, Harare diváci: 25 000 rozhodčí: Ahmed Auda (EGY) |

| 21. dubna 2001 16:00 UTC+0                       |        |                        |                                                                           |
| Burkina Faso                                     | 4 – 2  | Malawi                 | Stade du 4-Août, Ouagadougou diváci: 22 631 rozhodčí: Gilbert Njike (CMR) |
| Kambou 32' H.Traoré 76' Korbeogo 83' Yaméogo 90' | Report | Chitsulo 9' Maduka 78' | Stade du 4-Août, Ouagadougou diváci: 22 631 rozhodčí: Gilbert Njike (CMR) |

| 22. dubna 2001 16:00 UTC+2 |        |            |                                                                         |
| Jihoafrická republika      | 2 – 1  | Zimbabwe   | FNB Stadium, Johannesburg diváci: 8 619 rozhodčí: Reda El-Beltagy (EGY) |
| Bartlett 18' McCarthy 40'  | Report | Ndlovu 53' | FNB Stadium, Johannesburg diváci: 8 619 rozhodčí: Reda El-Beltagy (EGY) |

| 01. července 2001 16:00 UTC+0 |        |                       |                                                                          |
| Burkina Faso                  | 1 – 1  | Jihoafrická republika | Stade du 4-Août, Ouagadougou diváci: 22 770 rozhodčí: Alex Quartey (GHA) |
| Nana 73'                      | Report | Zuma 24'              | Stade du 4-Août, Ouagadougou diváci: 22 770 rozhodčí: Alex Quartey (GHA) |

| 21. dubna 2001 15:00 UTC+2 |        |        |                                                                        |
| Jihoafrická republika      | 2 – 0  | Malawi | Hoffe Park Stadium, Durban diváci: 17 500 rozhodčí: Eddy Maillet (SEY) |
| Booth 5' August 54'        | Report |        | Hoffe Park Stadium, Durban diváci: 17 500 rozhodčí: Eddy Maillet (SEY) |

| 15. července 2001 15:00 UTC+1 |        |              |                                                                   |
| Zimbabwe                      | 1 – 0  | Burkina Faso | Rufaro Stadium, Harare diváci: 10 000 rozhodčí: Salah Salih (SUD) |
| Makunike 43'                  | Report |              | Rufaro Stadium, Harare diváci: 10 000 rozhodčí: Salah Salih (SUD) |

| 28. července 2001 15:00 UTC+2 |        |            |                                                                           |
| Malawi                        | 0 – 1  | Zimbabwe   | Chichiri Stadium, Blantyre diváci: 20 000 rozhodčí: Michel Gasingwa (RWA) |
|                               | Report | Masiku 78' | Chichiri Stadium, Blantyre diváci: 20 000 rozhodčí: Michel Gasingwa (RWA) |